# Brezje pri Raki
Brezje pri Raki este o localitate din comuna Krško, Slovenia, cu o populație de 51 de locuitori.